# تعديل دستور ماليزيا 2021
تعديل دستور ماليزيا 2021 التي اقترحت استعادة صباح وسراوق كشريكين متساويين للملايو في ماليزيا، بما يتماشى مع اتفاقية ماليزيا الذي أقره البرلمان الماليزي في مجلس النواب.
بعد عامين من المحاولة الفاشلة لتعديل الدستور في 16 سبتمبر 2021 تعهد رئيس الوزراء إسماعيل صبري يعقوب بالنظر في القضايا المتعلقة بصباح وسرواق من خلال المجلس الخاص بشأن اتفاقية ماليزيا لعام 1963، مع المفاوضات التي يرأسها رئيس الوزراء، وانضم من قبل رؤساء وزراء صباح وسرواق بالإضافة إلى ثمانية وزراء اتحاديين. في 19 أكتوبر 2021 أعلن الوزير في دائرة رئيس الوزراء (شؤون صباح وسرواق) ماكسيموس أونغكيلي عن مشروع قانون سيتم طرحه في البرلمان القادم بعد أن وافق المجلس الخاص بشأن اتفاقية ماليزيا لعام 1963 على المادتين 1(2) و160(2) من الدستور الاتحادي لإعادة صباح وسرواق كشريكين متساويين لشبه جزيرة ماليزيا. يختلف القانون المقترح عن التعديلات المقترحة لعام 2019 من قبل حكومة باكاتان هارابان آنذاك، والتي قدمها الوزير في دائرة رئيس الوزراء (القانون والبرلمان) وان جنيدي. ستستمر المناقشات حول استعادة حقوق الولايتين في غضون ذلك. كما شهد الاجتماع نفسه موافقة المجلس على تمكين حكومتي صباح وسرواق من إصدار تراخيص الصيد العميق على عكس الحكومة الفيدرالية حاليًا. تم تقديم التعديلات في 3 نوفمبر 2021 وتتألف من أربعة تغييرات، وهي استعادة صباح وسرواق كـ "أراضي"، وتحديد يوم ماليزيا باعتباره اليوم الذي انضمت فيه صباح وسرواق والتغييرات في تعريف الاتحاد، وتحديد من هم مواطنون صباح وسرواق. في 14 ديسمبر 2021 تمت الموافقة على التعديل المقترح في البرلمان بالإجماع مع 199 صوتًا لصالحه، وتغيب 21 نائبًا عن المناقشة التي استمرت 6 ساعات. في 6 يناير 2022 أعلن الوزير أونغكيلي عن تشكيل لجنة فنية مشتركة لدراسة اقتراح صباح لزيادة المنح السنوية بالإضافة إلى عرض مضاد من الحكومة الاتحادية. في غضون ذلك دخل القانون حيز التنفيذ في 11 فبراير 2022.